# Хоали (місто)

Хоали — місто в дельті Червоної річки на півночі В'єтнаму, столиця провінції Ніньбінь. Колишня назва міста — Ніньбінь (до 1 січня 2025 року).
Колись Хоали було столицею В'єтнаму в період (968–1010 р) з трьома послідовними феодальними династіями: Дінь, Рання Ле і Лі. Місто Хоали відомо як «місто тисячолітньої спадщини», це туристичне місто з багатьма культовими культурними пам'ятками, такими як Ландшафтний комплекс Чанган з Хоали (стародавня столиця), Тамкок-Бітьдонг, Чанган (екотуристична зона), Тунгням–Печера Тхіенха.

## Географія
Стародавня столиця Хоали розташована в громаді  Чионг'єн
Місто розташоване в центрі провінції Ніньбінь, на шосе Північ-Південь, за приблизно 80 км від столиці - Ханоя. Хоали є транспортним вузлом трьох швидкісних автострад: Ханой-Хоали, Хоали-Вінь і Хоали-Хайфонг-Халонг. 
Поїздка автобусом з Ханоя в Хоали займає близько 2 годин.

## Історія

Цитадель Ніньбінь (1884)

Початкова назва Хоали була Ніньбінь, вона офіційно існувала з 1822 по 2024 рік. Під час правління династії Нгуєн, у серпні 1884 року під час Тонкінської кампанії, лояльність Ніньбіня мала велике значення для французів, оскільки артилерія, встановлена на його високій цитаделі, контролювала річковий рух до Тонкінської затоки. Хоча в’єтнамська влада в Ніньбіні не робила жодних спроб перешкодити проходженню експедиції, розпочатої Анрі Рів’єром у березні 1883 року для захоплення Намдіня, вони були відомі своєю ворожістю до французів. У листопаді 1883 року, напередодні захоплення Шонтая, французи без опору зайняли цитадель Ніньбінь і розмістили там свій гарнізон.
1 січня 2025 року з містом Ніньбінь об'єднали повіт Хоали, утворивши місто Хоали.

## Клімат
Для міста властивий вологий субтропічний клімат («Cwa» по класифікації кліматів Кьоппена ) з м’якою зимою та спекотним вологим літом. Найхолоднішим місяцем є січень із середньою температурою 16.6°C, а найтеплішим місяцем є липень із середньою температурою 29.2°C.
| Клімат Хоали                               | Клімат Хоали | Клімат Хоали | Клімат Хоали | Клімат Хоали | Клімат Хоали | Клімат Хоали | Клімат Хоали | Клімат Хоали | Клімат Хоали | Клімат Хоали | Клімат Хоали | Клімат Хоали | Клімат Хоали |
| Показник                                   | Січ.         | Лют.         | Бер.         | Квіт.        | Трав.        | Черв.        | Лип.         | Серп.        | Вер.         | Жовт.        | Лист.        | Груд.        | Рік          |
| Абсолютний максимум, °C                    | 32,4         | 35,2         | 36,6         | 40,5         | 40,7         | 40,1         | 39,5         | 39,1         | 36,6         | 35,0         | 33,6         | 30,3         | 40,7         |
| Середній максимум, °C                      | 19,6         | 20,2         | 22,6         | 27,0         | 31,1         | 32,9         | 32,8         | 31,9         | 30,6         | 28,4         | 25,3         | 21,7         | 27,0         |
| Середня температура, °C                    | 16,6         | 17,5         | 19,9         | 23,7         | 27,3         | 29,0         | 29,2         | 28,5         | 27,3         | 25,0         | 21,8         | 18,3         | 23,7         |
| Середній мінімум, °C                       | 14,6         | 15,7         | 18,1         | 21,7         | 24,6         | 26,2         | 26,5         | 26,0         | 25,0         | 22,7         | 19,4         | 15,9         | 21,4         |
| Абсолютний мінімум, °C                     | 5,4          | 5,7          | 7,5          | 12,6         | 17,7         | 19,1         | 21,6         | 21,9         | 16,8         | 13,4         | 10,6         | 5,8          | 5,4          |
| Середня кількість сонячних годин на місяць | 69,9         | 45,1         | 44,2         | 91,8         | 184,9        | 179,4        | 195,8        | 165,2        | 160,8        | 149,9        | 127,8        | 108,5        | 1511,6       |
| Днів з дощем                               | 9,0          | 12,8         | 16,4         | 12,4         | 12,6         | 13,3         | 13,6         | 16,1         | 14,9         | 11,9         | 7,8          | 6,3          | 147,1        |
| Вологість повітря, %                       | 84.4         | 87.5         | 89.4         | 88.8         | 84.9         | 82.4         | 82.0         | 85.5         | 85.2         | 82.5         | 80.9         | 80.7         | 84.5         |
| ------------------------------------------ | ------------ | ------------ | ------------ | ------------ | ------------ | ------------ | ------------ | ------------ | ------------ | ------------ | ------------ | ------------ | ------------ |

## Галерея

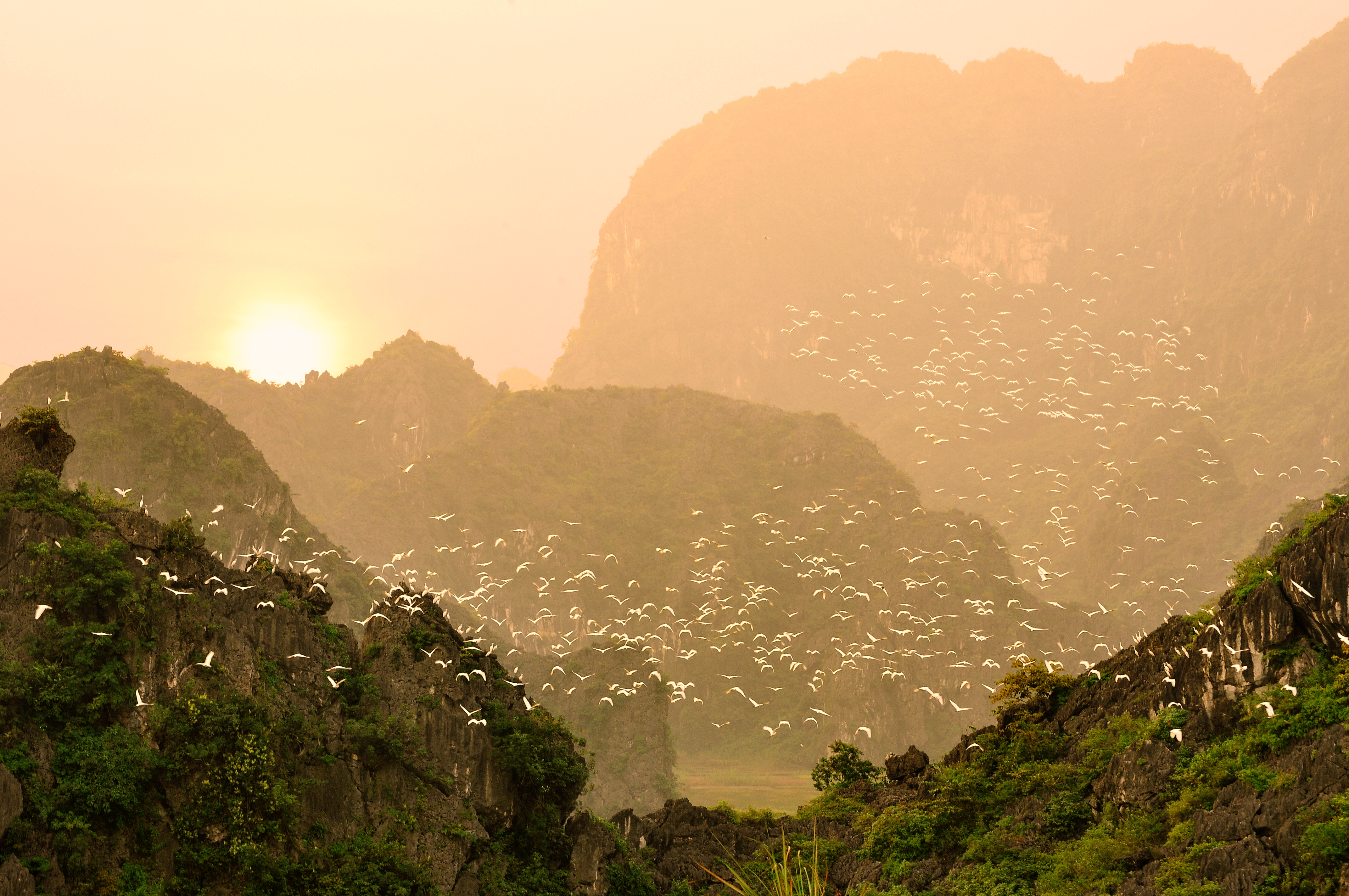
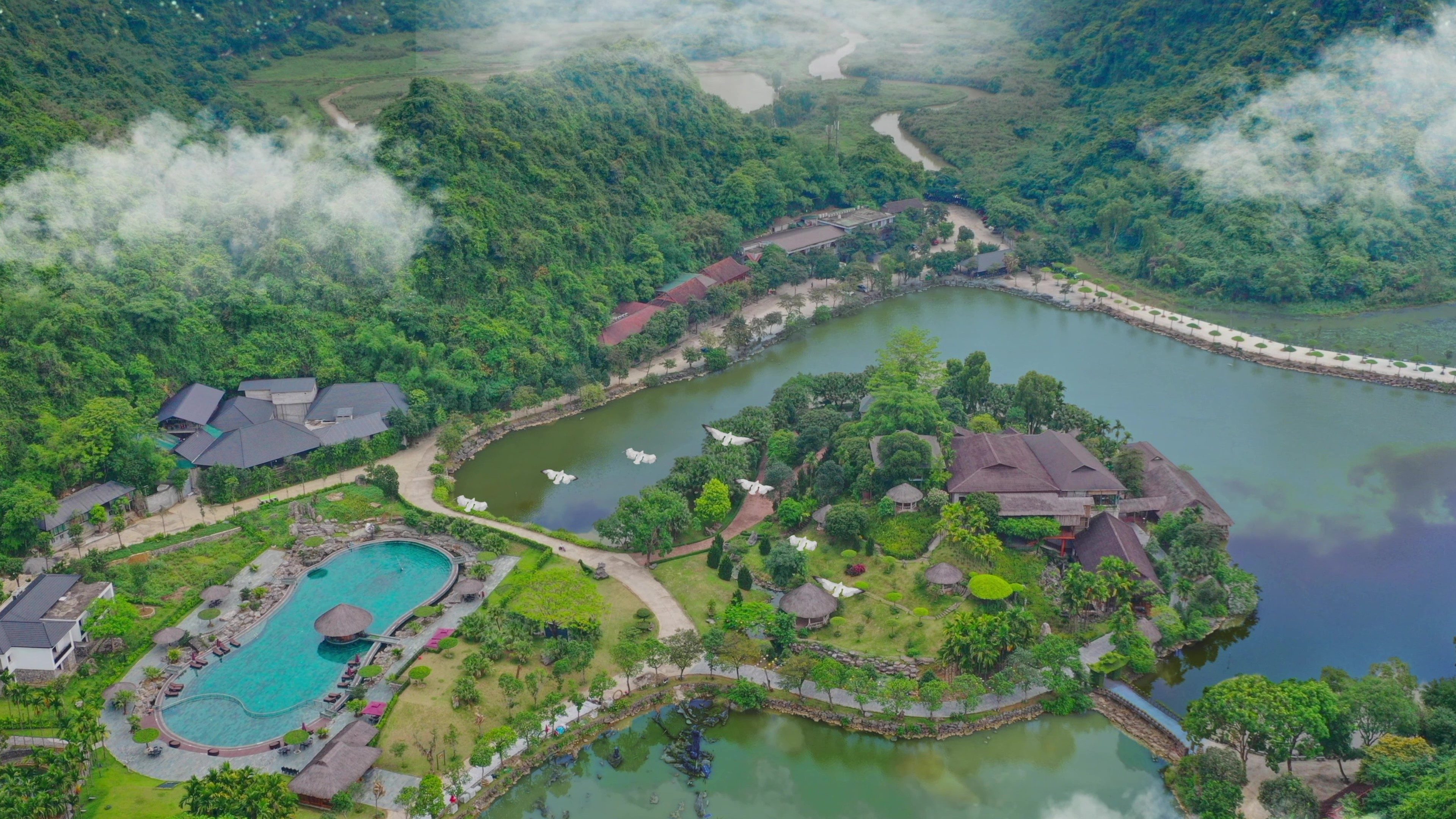
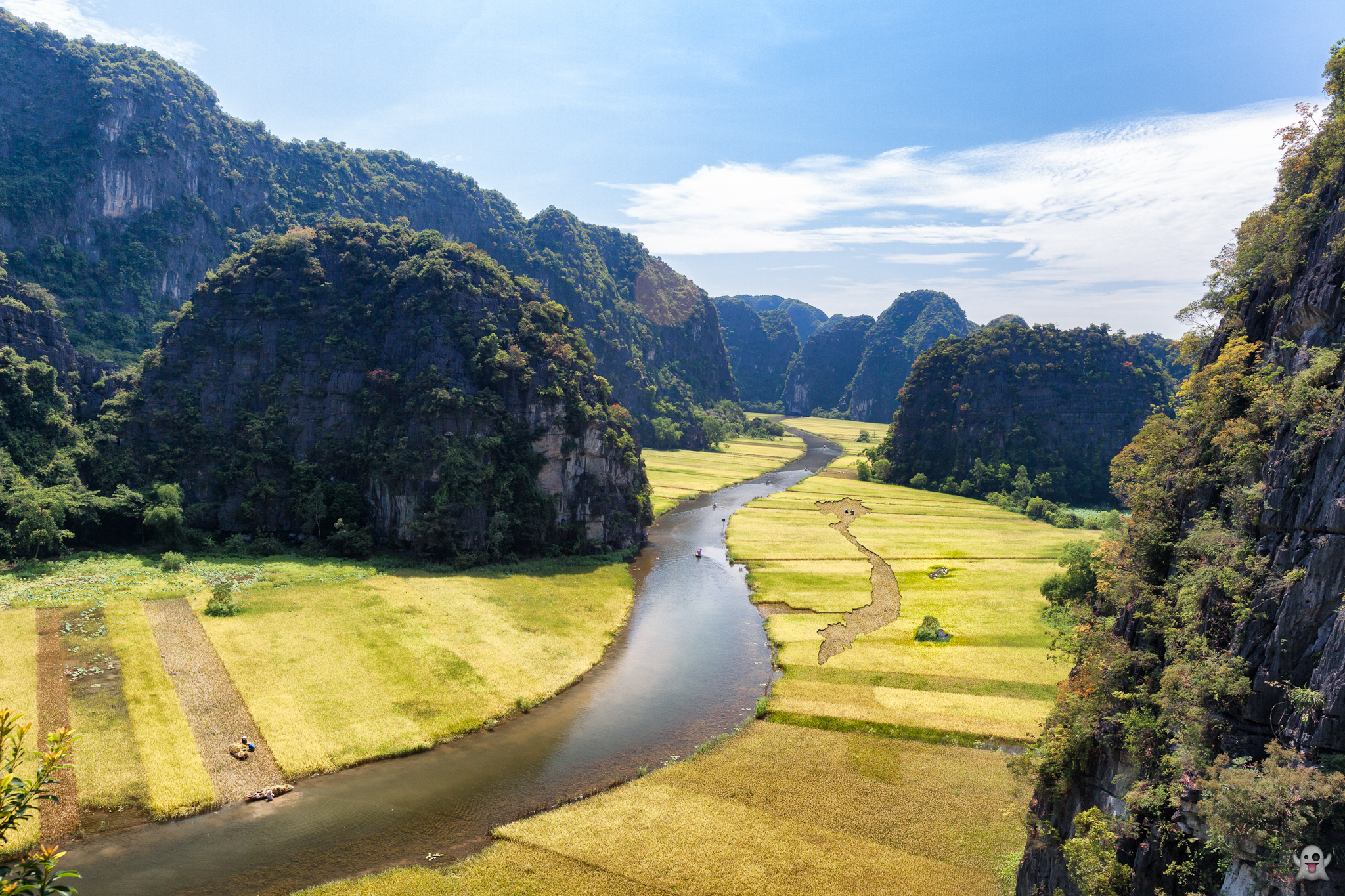
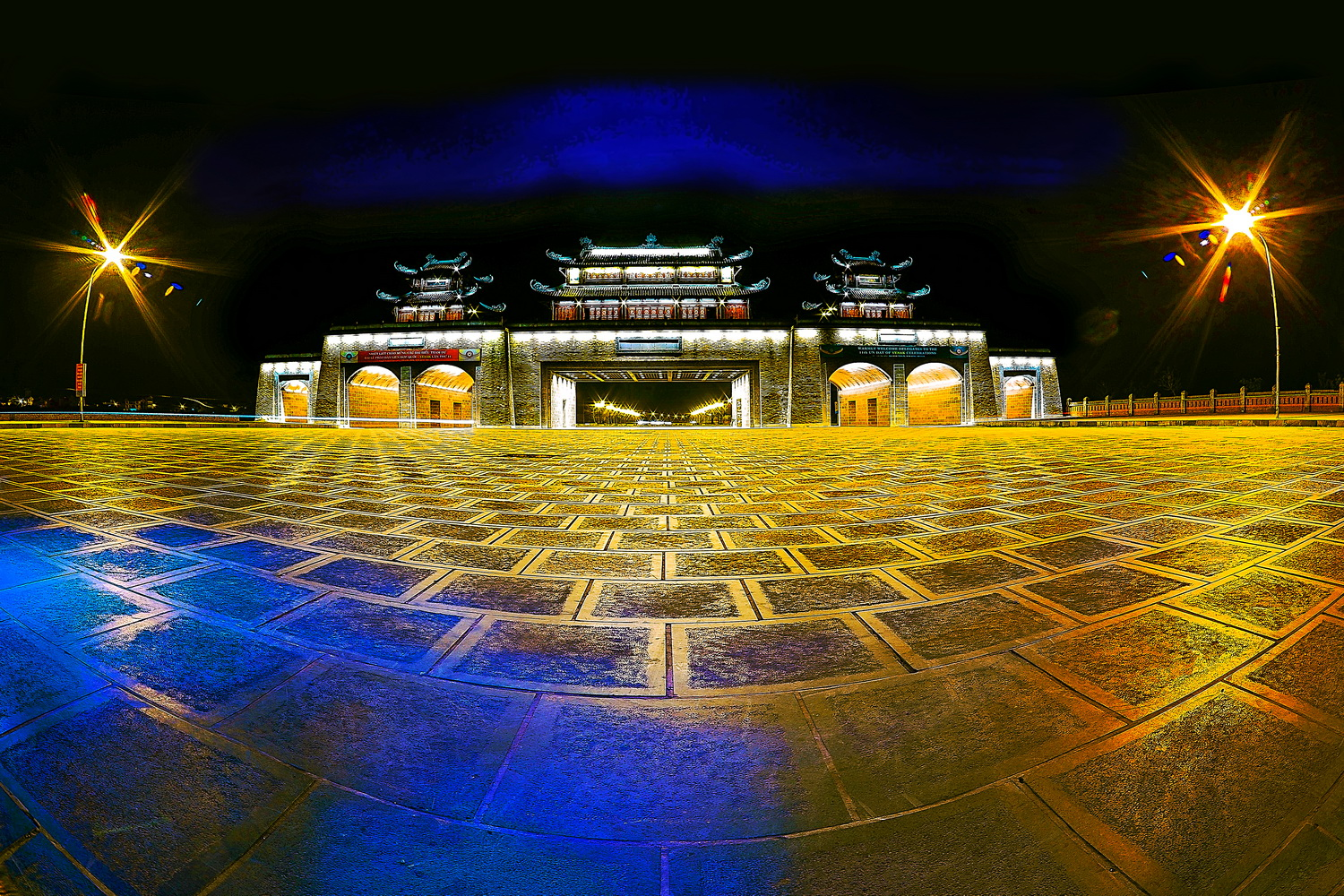
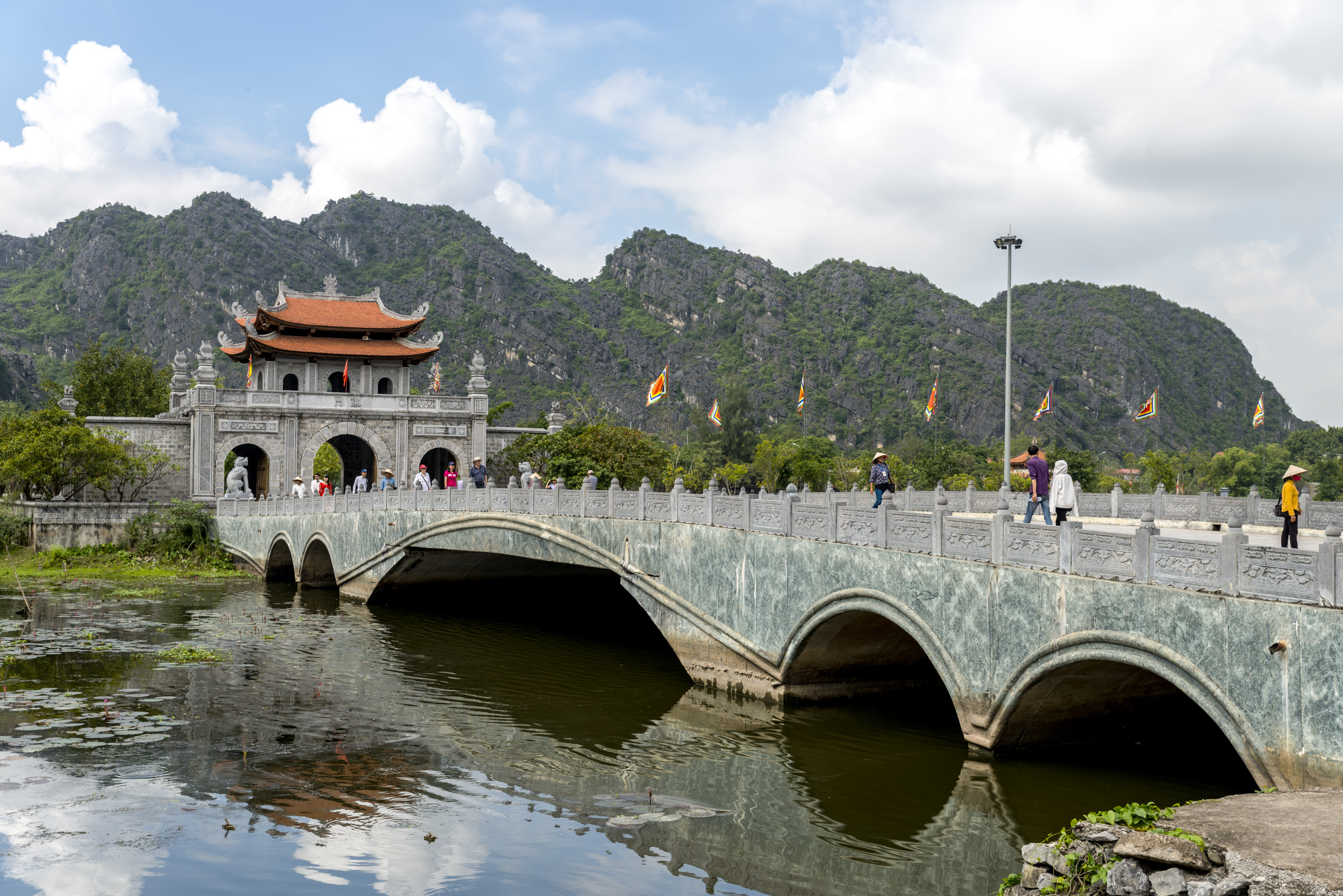
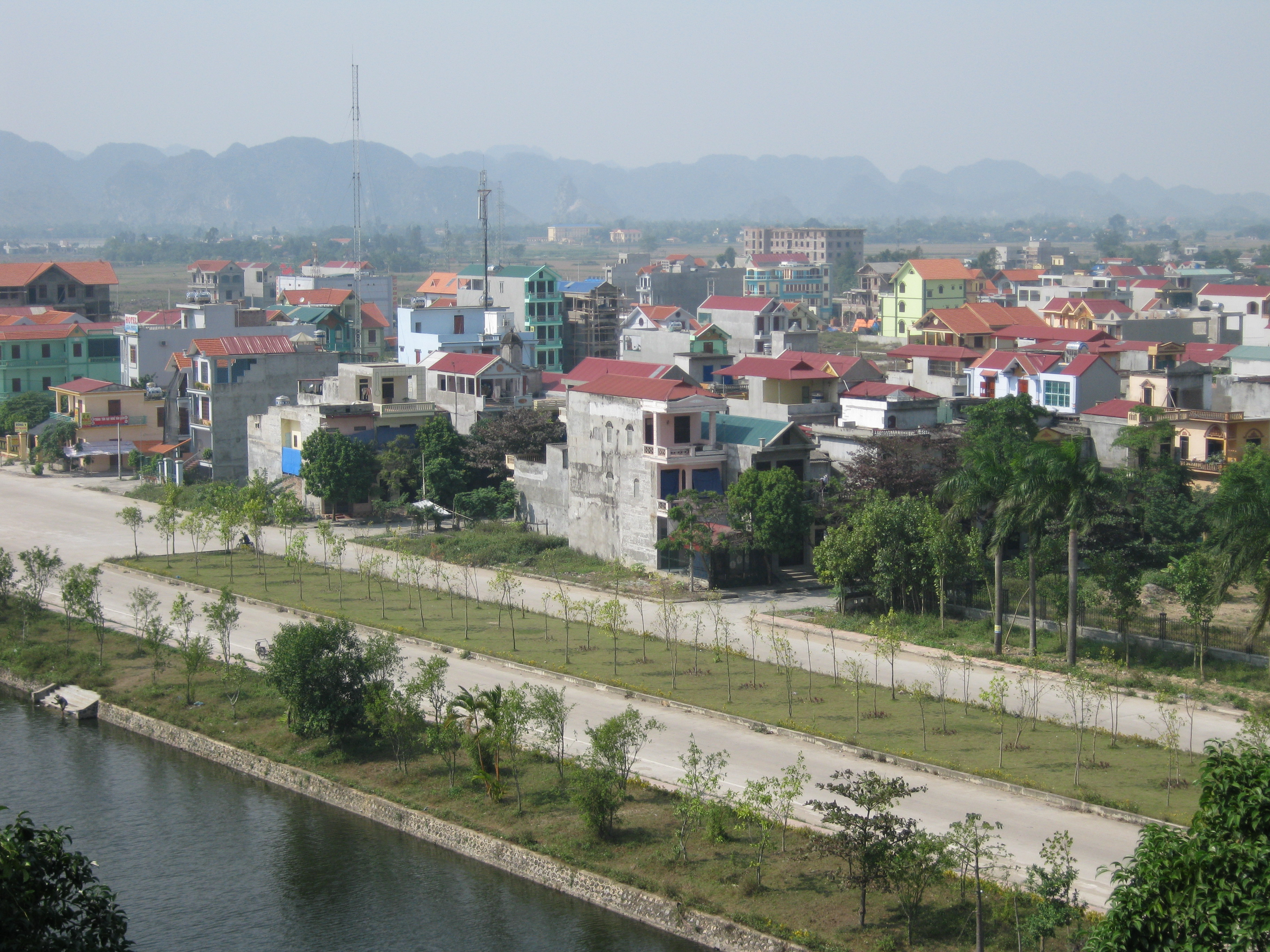
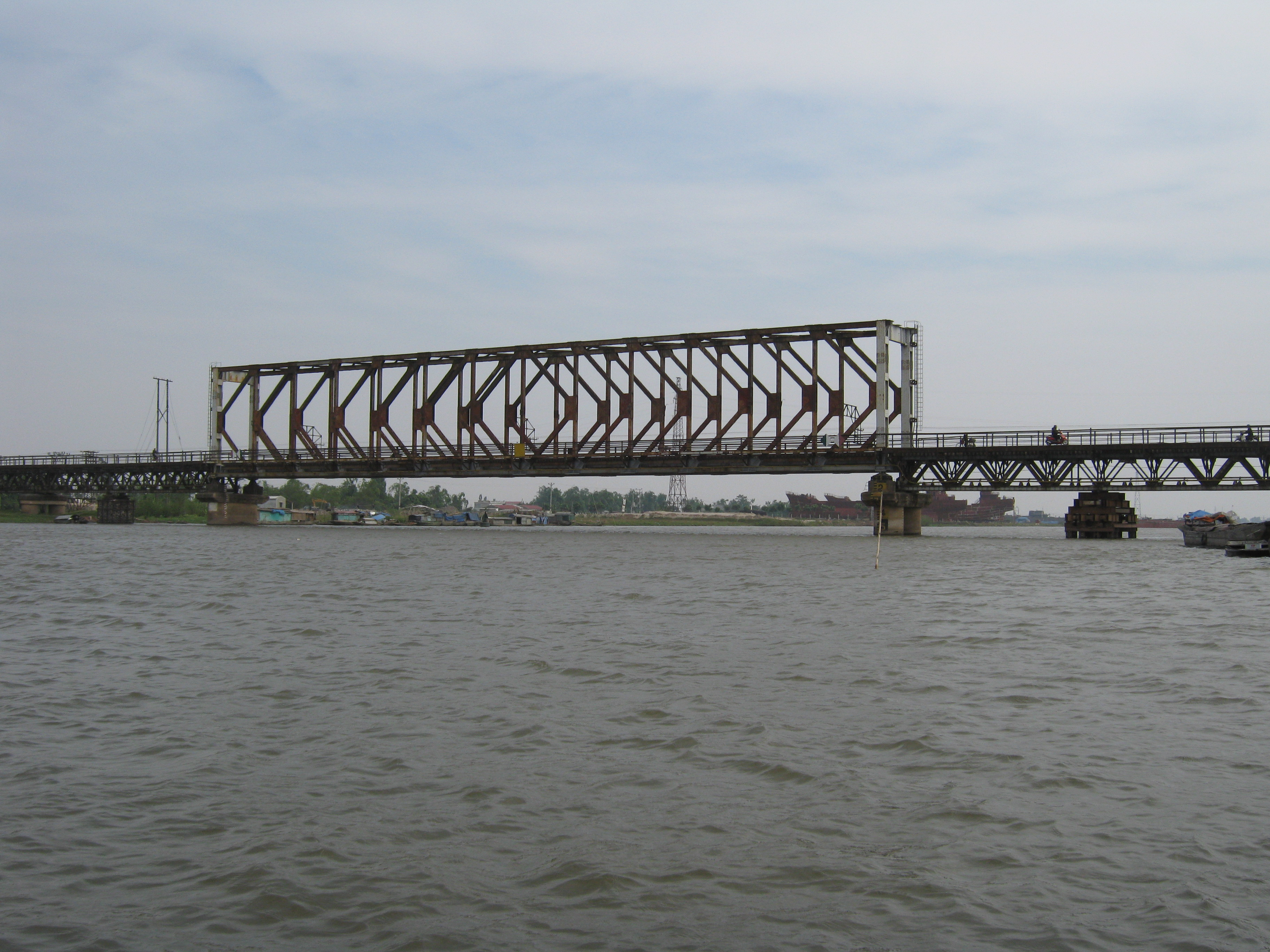

## Зовнішні посилання
- Ninh Binh Day Trip Guide: Explore Vietnam’s Hidden Gem